# 辻井木材
辻井木材（つじいもくざい）は京都府京都市中京区に所在する輸入原木及び輸入製品の加工・販売会社。

## 沿革
- 1897年 - 創業。
- 1971年 - 敦賀営業所を開設。
- 1973年 - 浜松営業所を開設。
- 1974年 - 内浦営業所を開設。
- 1976年 - 舞鶴営業所を開設。
- 1995年 - 舞鶴工場完成。
- 1997年 - 舞鶴第2工場完成。

## 営業・生産拠点
- 本社 - 京都府京都市中京区西ノ京南聖町13
- 舞鶴営業所 - 京都府舞鶴市
- 敦賀営業所 - 福井県敦賀市
- 内浦営業所 - 福井県大飯郡高浜町
- 舞鶴工場 - 京都府舞鶴市